# كريس هامن
كريس هَامن لاعب كُرة قَدم مُعتَزل مِن جيرسي. لَعبَ مُهاجِماً لنادي سويندون تاون، و تشيلتنهام تاون، و دوندالك.
لَعبَ هامن بقَميصِ مُنتَخبِه في عَامِ 1991 في بطولةِ ألعابِ الجُزرِ، وسَجَلَ أربعةَ أهدَافٍ مِن ضِمنِها هاتريك في مُنتَخب جرينلاند.
بَعدَ إعتزَالِه كُرة القَدَمِ، عَمِلَ هَامن مُسعفاً للاعبين.

## روابط خارجية
- https://www.soccerbase.com/players/player.sd?player_id=3224

- https://allfootballers.com/

- http://www.swindon-town-fc.co.uk/PlayingRecord.asp?PersonID=HAMONCHR